# حصار مالطا
حصار مالطا حدث في عام 1565 عندما غزت الدولة العثمانية الجزائرية  جزيرة مالطا وحاربوا فرسان الإسبتارية، وقد فاز الفرسان في هذا الحصار الذي أصبح من أكثر المعارك دموية في التاريخ وكان يحتفل بذكراه في أوروبا في القرن السادس عشر.